# Wappen von Fuerteventura

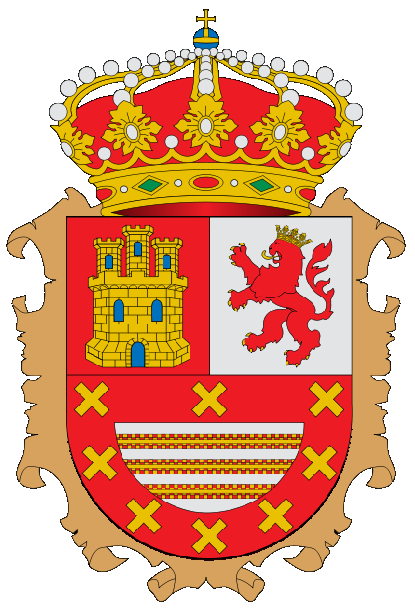
Wappen von Fuerteventura vom 15. Oktober 1998

Am 15. Oktober 1998 wurde durch eine Anordnung der Inselpräsidentschaft das Wappen von Fuerteventura offiziell angenommen. Es wurde der Vorschlag der Heraldischen Kommission der Autonomen Gemeinschaft der Kanarischen Inseln angenommen, der in der Sitzung vom 18. September 1998 beschlossen worden war. Die Anordnung wurde am 11. November 1998 im Boletín Oficial de Canarias veröffentlicht.

## Beschreibung
Der Wappenschild ist geteilt und die obere Hälfte zusätzlich gespalten. Der Schild zeigt rechts im ersten Feld in Rot ein goldenes, schwarz vermauertes Kastell mit blauen Tür- und Fensteröffnungen und drei Türmen. Links steht in einem silbernen Feld ein roter, golden bewehrter, gezungter und gekrönter, aufrechter Löwe. In der unteren Hälfte liegen in einem silbernen Feld drei von Gold und Rot geschachte Balken, mittig jeweils mit einem dünnen goldenen Faden belegt. Diese Hälfte des Schilds ist rot gerandet, der Schildrand belegt mit acht goldenen Schrägkreuzen. Der Schild ruht auf einer braunen Kartusche mit goldenen Voluten, auf ihm ruht die geschlossene Königskrone Spaniens.

## Historische Herkunft der Wappenbestandteile
Die beiden Felder der oberen Schildhälfte zeigen die Symbole der spanischen Teilkönigreiche Kastilien (goldenes Kastell in Rot) und León (roter, eigentlich purpurner, aufrechter Löwe in Silber). Sie belegen, dass die spanische Krone ab 1418 nach und nach die Kontrolle über die 1402–1405 vom Normannen Jean de Bethencourt eroberte Insel übernahm. Die geschachten Balken in der unteren Schildhälfte bilden zusammen mit dem roten Schildrand das Wappen der Familie Saavedra, deren Reihe der Señores de Fuerteventura mit Fernán Arias de Saavedra († 1545) begann. Bei der Gründung der Inselmiliz von Fuerteventura 1708 wurde deren Wappen zum Emblem dieser Miliz.